# Bent Fabricius-Bjerre
Bent Fabricius-Bjerre, känd under artistnamnet Bent Fabric, född 7 december 1924 i Frederiksberg utanför Köpenhamn, död 28 juli 2020, var en dansk kompositör och pianist. Bent Fabricius-Bjerre har skrivit filmmusik till talrika film och tv-serier. 1950 öppnade han tillsammans med Mats Bjerke en dansk filial till Burmans skivbolag Metronome Records, som gav ut artister som Jørgen Ingmann og Nina & Frederik. Metronome utvecklades senare till filmproduktionsbolag och såldes 1997.

## Biografi

### Karriär
1962 gjorde Fabricius-Bjerre stor succé i USA med singeln "Alley Cat", som skrevs som signaturmelodi till tv-serien Omkring et flygel (Danmarks Radio), för vilken Fabricius-Bjerre var programledare. Fabricius-Bjerre blev lanserad under namnet Bent Fabric and His Piano med en uppdiktad historia om sina två katter, som skulle ha inspirerat honom till melodin och därmed titeln. Sanningen var, att skivbolaget inte tyckte "Around the Piano" var en passande titel. "Alley Cat" gick in som #7 på den prestigefyllda hitlistan Billboard Hot 100, och 1962 vann han en amerikansk Grammy för kompositionen i kategorin bästa rock and roll-inspelning. Låten fanns med på albumet med samma namn, som utkom 1962.
Bent Fabricius-Bjerre har skrivit musik till film och tv-serier som Olsen-banden (där han förutom dixielandtemat, spelat av Papa Bues Viking Jazzband, också arrangerade ouvertyren till "Elverhøj" i Olsen-banden ser rött), Matador, Ballade på Christianshavn och Flåklypa Grand Prix.
År 2004 återupplivade Fabricius-Bjerre sitt artistnamn Bent Fabric och gav ut popalbumet Jukebox, som skrevs och producerades av bl.a. Remee och Infernal. Den nya radiohiten "Jukebox" sjungen av Allan Vegenfeldt, gjorde succé på diskoteken i USA, där den gick in som #7 på dance-hitlistan 2006.

### Privatliv
Bent Fabricius-Bjerre har varit gift tre gånger, första gången med Harriet Frederikke Dessau från den 28 februari 1948 till hustruns död den 15 mars 1975. Den andra gången med Anne Mechlenburg från den 12 februari 1977 till deras skilsmässa 2004 samt med Camilla Padilla Arndt sedan den 4 september 2005.
Fabricius-Bjerre blev 1996 Ridder af Dannebrog.

## Filmmusik
- Poeten og Lillemor (1958)
- Helle for Helene (1959)
- Förälskad i Köpenhamn (1960)
- Poeten og Lillemor og Lotte (1960)
- Cirkus Buster (1961)
- Flemming på kostskole (1961)
- Svinedrengen og prinsessen på ærten (1962)
- Poeten og Lillemor i forårshumør (1963)
- Tre piger i Paris (1963)
- Hvis lille pige er du? (1963)
- Halløj i himmelsengen (1964)
- Døden kommer til middag (1964)
- Pigen og millionæren (1965)
- Slå först Freddie! (1965)
- Huka dej, Fred - dom laddar om! (1966)
- Jeg er sgu min egen (1967)
- Olsen-banden (1968–1998)
- Olsenbanden (norsk, 1969-1999)
- Tänk på ett tal (1969)
- Ballade på Christianshavn (1971)
- Flåklypa Grand Prix (norsk, 1976)
- Matador (TV-serie, 1978–1981)
- Min farmors hus (1984)
- Når engle elsker (1986)
- Peter von Scholten (1990)
- Lad isbjørnene danse (1990)
- Det skaldede spøgelse (1992)
- Blinkande lyktor (2000)
- Olsen-banden Junior (2001)
- Klovn - The Movie (2010)

## Diskografi
- 1962 Alley Cat (Atco Records)
- 1962 The Happy Puppy (Atco Records)
- 1963 Piano Party with Bent Fabric (Columbia 33-OSX-7720) (Australien)
- 1964 Organ Grinder's Swing (Atco Records)
- 1964 The Drunken Penguin (Atco Records)
- 1965 Cocktails for Two (med Acker Bilk och the Leon Young String Chorale) (Metronome)
- 1966 Together! (med Acker Bilk) (Atco Records)
- 1966 Never Tease Tigers (Atco Records)
- 1966 Relax with Bent Fabric (Metronome)
- 1967 Operation Lovebirds (Atco Records)
- 1967 Plays Gay and Sentimental Songs (Metronome)
- 1968 Relax with Bent Fabric (Atco Records)
- 1970 Grethe Ingmann Sings Bent Fabric - Assisted by Jørgen Ingmann and the Composer (Metronome)
- 1971 Goes Back To Romance (Metronome)
- 1997 The Very Best of Bent Fabric
- 1998 Klaver med mer (CMC Records)
- 2001 Mit livs melodi (Copenhagen Records)
- 2004 Jukebox (Universal)
- 2005 Kan du kende melodien (Universal)
- 2014 Bent Fabricius-Bjerre - og hans musik (Warner)

### Singlar
- 1962 "Alley Cat"
- 1963 "Chicken Feed"
- 2003 "Shake"
- 2004 "Jukebox"
- 2006 "Sweet Senorita"

## Andra melodier
- "Forelsket i København"
- "Jeg sætter min hat som jeg vil"
- "Duerne flyver"
- "Kærlighed"
- "Pusterummet"
- "Nattens sidste cigaret"
- "Slingrevalsen"
- "En enkel melodi til dig"
- "Jeg er vist nok lidt gammeldags"
- "Not For The Dough" (tillsammans med Lars Larssen Naumann)
- "Hvor blev den af"
- "For sent"
- "Hvorfor ska' foråret vær' grøn

## Utmärkelser
- Riddare av Dannebrogorden,  1996[6]
- Heders-Robert,  2005[7]
- Rødekro Kulturpris,  2009[8]
- Heders-Bodilpris,  2013[9]

[Redigera Wikidata]